# يوسف المناعي
يوسف المناعي (6 سبتمبر 1975) مدرب كرة قدم تونسي يتولى حاليا تدريب فريق العُلا الذي لديه مشروع كبير للصعود لدوري الدرجة الأولي و من ثمة تحقيق الحلم المنشود و هو التواجد مع الفرق الكبري في الدوري الممتاز السعودي  و التجربة الكبيرة لكابتن يوسف المناعي كفيلة لتحقيق ذلك وهو الذي سبق له الصعود بفريق القادسية و فريق العدالة في السابق .متحصل على رخصة التدريب PRO  من الاتحاد الآسيوي وماجستير في التصرف الرياضي من جامعة كلود برنارد بفرنسا. كما أنه  حاصل على  دورات تدريبية في أندية عالمية أبرزها بورتسموث الإنجليزي 2009، سمبدوريا الإيطالي 2004 ،باريس سان جرمان الفرنسي 2002.

## الفرق التي دربها
- نادي الأهلي دبي (الإمارات) بين 2018-2019[5]

- نادي الأهلي البحريني بين 2016-2018

- نادي العربي الإماراتي بين 2014-2015

- نادي الهلال السعودي بين 2011-2012

- نادي الشعب الإماراتي بين 2010-2011

- نادي الاتفاق السعودي بين 2010-2011